# Frances Conroy
Frances Conroy, född 13 november 1953 i Monroe i Georgia, är en amerikansk skådespelare.
Conroys första filmroll var Falling in Love (1984). Hon har bland annat medverkat i Mord i byn (1999), A Perfect Day (2006) och Stay Cool (2009). Hon spelade även Ruth Fisher i den prisbelönta TV-serien Six Feet Under (2001-2005), en roll som gav henne en Golden Globe 2001.

## Filmografi i urval
- 1984 – Falling in Love
- 1988 – Rocket Gibraltar
- 1988 – Rivierans guldgossar
- 1992 – En kvinnas doft
- 1993 – Huckleberry Finns äventyr
- 1995 – Journey
- 1996 – Häxjakten
- 1999 – Mord i byn
- 2001–2005 – Six Feet Under (TV-serie)
- 2003 – Die Mommie Die
- 2004 – The Aviator
- 2004 – Catwoman
- 2005 – Shopgirl
- 2005 – Broken Flowers
- 2006 – A Perfect Day
- 2006 – Wicker Man
- 2007 – The Dark Is Rising – En ring av järn
- 2007 – Ira & Abby
- 2008 – Humboldt County
- 2008 – Sagan om Despereaux
- 2009 – Stay Cool
- 2009 – Shelter
- 2009 – Manure
- 2009 – New In Town
- 2009–2014 – How I Met Your Mother (TV-serie)
- 2011–2017 – American Horror Story (TV-serie)
- 2019 – Joker
- 2023 – Nimona